# Musée de la maison de Dmytro Yavornytsky
Le musée de la maison de Dmytro Yavornytsky , fondé en 1988 est un musée d'Ukraine, situé à Dnipro au 5 de la rue Taras Chevtchenko.

## Présentation et histoire
L'historien et archéologue ukrainien Dmytro Yavornytsky a vécu dans cette maison pendant trente-cinq années. La maison est désormais une branche du musée Dmytro Yavornytsky. La maison a sur ses murs des peintures de Mykola Strunnikov. Deux tentatives pour y créer un musée honorant la mémoire de Dmytro Yavornytsky ont échoué (l'une avant la Seconde guerre mondiale, et l'autre après la guerre), mais c'est en 1988 que le musée a enfin pu ouvrir. Le musée met en scène son bureau de travail et ses papiers personnels.

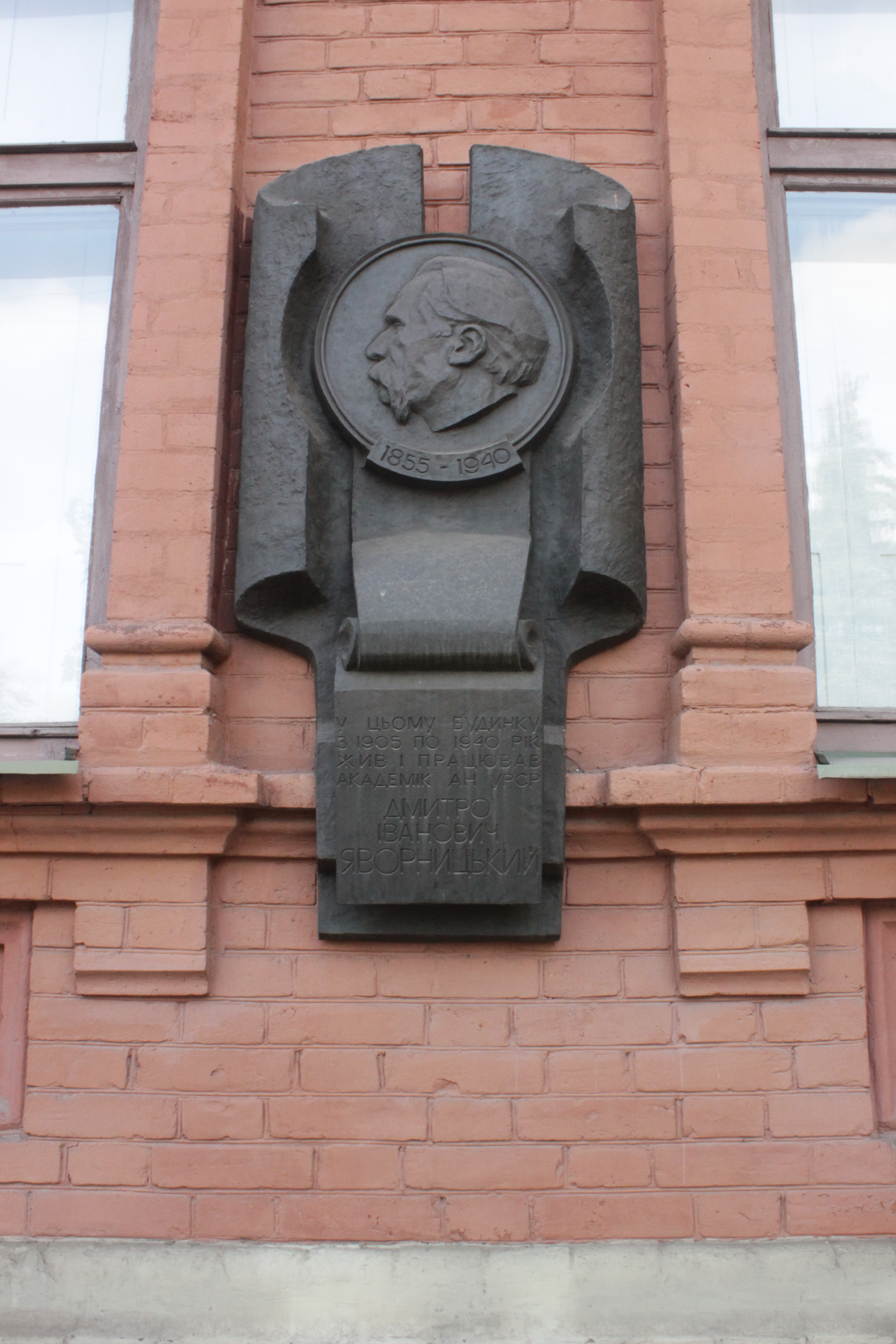
Médaillon avec son profil.